# 10791 Uson
10791 Uson este o planetă minoră (asteroid), cu un diametru de 16,751 km, din centura de asteroizi. A fost descoperită pe 8 februarie 1992 la Geisei⁠(d) de Tsutomu Seki și a fost numită după Uson Morishita⁠(d). 
Obiectul prezintă o orbită caracterizată de o semiaxă mare de 3,2354119 UAi, o excentricitate de 0,08, o înclinație de 23,53867 ° în raport cu ecliptica.